# مجموعة منصور
مجموعة منصور مجموعة متعددة النشاطات تعد من أكبر الشركات المصرية. يرجع تأسيسها إلى عام 1952 من طرف لطفي منصور. بدأت الشركة أولا كموزع لماركات شركة جنرال موتورز قبل أن تنوع أعمالها في السنوات التالية لتشمل عدة قطاعات أخرى من أبرزها تجارة المعدات الصناعية، التبغ، المطاعم، الصناعات الغذائية، المساحات التجارية الكبري، تجارة المواد الإعلامية. للمجموعة عدة شراكات مع عدة شركات عالمية أغلبها أمريكية من أهمها كاتربيلار، ماكدونالدز، كرافت للأغذية، إتش بي، ألتريا، ميشلان. للشركة حضور في عدة دول من أبرزها الإمارات العربية المتحدة، غانا، كينيا، روسيا، العراق.
من أبرز الشركات التابعة للمجموعة:
- شركة المنصور للسيارات، الموزع الحصري لماركة شيفروليه وأوبل وإم جي في مصر [1]، والتي تملك شركة جنرال موتورز 10% من رأس مالها في حين تملك المجموعة البقية.
- شركة منصور والمغربي للاستثمار والتنمية، وتملك المجموعة 60% من رأس مالها، وهي شركة قابضة لها عدة استثمارات أسست عام 1996 بالشراكة مع مجموعة المغربي.[2]
- ماكدونالدز مصر، تأسست عام 1994 وتدير 50 مطعما.[3]

كما يتبع لمجموعة منصور توكيل سامسونج وبوريو (بسكويت)
جدير بالذكر أن فروع الشركة تبلغ 96 فرع منها 48 فرعا تعمل تحت اسم مترو ماركت، و38 فرعا تحت اسم خير زمان، و10 فروع تحت اسم مينى مترو، وجميعها تعمل في مناطق ذات كثافة سكانية عالية، ومسئولة عن إجراء أكثر من مائة ألف عملية بيع يومياً وما يقرب من 3.5 مليون عملية بيع شهرية تصب مباشرة في اتجاه توفير متطلبات المعيشة اليومية للأسرة المصرية.

## وصلات خارجية
- الموقع الرسمي